# Cnesterodon hypselurus
Cnesterodon hypselurus es un pez de la familia de los pecílidos en el orden de los ciprinodontiformes.

## Morfología
Los machos pueden alcanzar los 3,1 cm de longitud total.

## Distribución geográfica
Se encuentra en Brasil.